# Coniesta forsteri
Coniesta forsteri (Błeszyński, 1965) è un lepidottero notturno appartenente alla famiglia Crambidae, endemico del Pakistan occidentale.